# Nowochowansk (stacja kolejowa)
Nowochowansk (ros. Новохованск) – stacja kolejowa w miejscowości Nowochowansk, w rejonie newelskim, w obwodzie pskowskim, w Rosji. Położona jest na linii Newel - Połock.

## Historia
Stacja powstała w czasach carskich na linii bołogojsko-siedleckiej.